# Euploea palata
Euploea palata är en fjärilsart som beskrevs av Hans Fruhstorfer 1910. Euploea palata ingår i släktet Euploea och familjen praktfjärilar. Inga underarter finns listade i Catalogue of Life.